# Anthemiphyllia
Anthemiphyllia Pourtalès, 1878 è un genere di madrepore della sottoclasse degli Esacoralli. È l'unico genere della famiglia Anthemiphylliidae Vaughan, 1907.

## Tassonomia
Il genere comprende le seguenti specie:
- Anthemiphyllia dentata (Alcock, 1902)
- Anthemiphyllia frustum Cairns, 1994
- Anthemiphyllia macrolobata Cairns, 1999
- Anthemiphyllia multidentata Cairns, 1999
- Anthemiphyllia pacifica Vaughan, 1907
- Anthemiphyllia patera Pourtalès, 1878
- Anthemiphyllia spinifera Cairns, 1999